# Daniel Svensson
Daniel Jonathan Svensson (* 12. února 2002) je švédský fotbalista, který hraje jako záložník nebo obránce za německý klub Borussia Dortmund, kde je na hostování z dánského klubu FC Nordsjælland, je reprezentantem Švédska.

## Klubová kariéra
Od 3. února 2025 je na hostování v Borussii Dortmund.

## Reprezentační kariéra
Je mládežnickým reprezentantem Švédska.
Dne 14. října 2024 debutoval za seniorskou reprezentaci proti Estonsku, v 89. minutě zápasu střídal Yasina Ayariho.